# Lamerden
Lamerden ist ein Stadtteil der Kleinstadt Liebenau im nordhessischen Landkreis Kassel.

## Geographie

### Geographische Lage
Lamerden liegt nahe der Grenze von Nordhessen zu Ostwestfalen und nahe dem Südostrand des Naturparks Teutoburger Wald/Eggegebirge. Das Dorf befindet sich am linken Ufer der durch die Beverplatten stoßenden Diemel, in die dort die Alster mündet. Jenseits und damit südöstlich der Diemel breitet sich der Hofgeismarer Stadtwald aus.

### Nachbarortschaften
Die Kernstadt von Liebenau liegt 4,5 km südwestlich, Hofgeismar 5 km südöstlich, Borgentreich 7,5 km nordwestlich und Trendelburg 8 km nordöstlich. Warburg befindet sich 14 km südöstlich und die nordhessische Großstadt Kassel 25 km südsüdöstlich (alle Entfernungen in Luftlinie bis zum jeweiligen Stadtzentrum).

## Geschichte
Über 4000 Jahre alte Grabanlagen und Bodenfunde deuten auf eine Besiedlung der Gegend seit mindestens der ausgehenden Jungsteinzeit am Übergang zur Bronzezeit hin.
Die älteste bekannte schriftliche Erwähnung von Lamerden erfolgte Anfang des 12. Jahrhunderts unter dem Namen Elsungen superiori.
Zum 1. Februar 1971 fusionierten im Zuge der Gebietsreform in Hessen die bis dahin selbständigen Gemeinden Grimelsheim, Haueda, Lamerden und Ostheim mit der Stadt Liebenau freiwillig zur erweiterten Stadt Liebenau. Am 1. April 1972 wurden die Gemeinden Ersen und Niedermeiser auf freiwilliger Basis eingemeindet. Zwergen folgte kraft Landesgesetz am 1. August 1972. Für Lamerden, wie für die anderen nach Liebenau eingegliederten Gemeinden und die Kernstadt, wurde je ein Ortsbezirk mit Ortsbeirat und Ortsvorsteher nach der Hessischen Gemeindeordnung gebildet.

## Bevölkerung
Einwohnerstruktur 2011
Nach den Erhebungen des Zensus 2011 lebten am Stichtag dem 9. Mai 2011 in Lamerden 432 Einwohner. Darunter waren keine Ausländer. Nach dem Lebensalter waren 69 Einwohner unter 18 Jahren, 165 zwischen 18 und 49, 93 zwischen 50 und 64 und 105 Einwohner waren älter. Die Einwohner lebten in 168 Haushalten. Davon waren 36 Singlehaushalte, 45 Paare ohne Kinder und 72 Paare mit Kindern, sowie 12 Alleinerziehende und keine Wohngemeinschaften. In 39 Haushalten lebten ausschließlich Senioren und in 96 Haushaltungen lebten keine Senioren.
Einwohnerentwicklung
 Quelle: Historisches Ortslexikon
- 1585: 63 Haushaltungen
- 1747: 67 Haushaltungen

| Lamerden: Einwohnerzahlen von 1834 bis 2022 | Lamerden: Einwohnerzahlen von 1834 bis 2022 | Lamerden: Einwohnerzahlen von 1834 bis 2022 | Lamerden: Einwohnerzahlen von 1834 bis 2022 | Lamerden: Einwohnerzahlen von 1834 bis 2022 |
| --- | ------------------------------------------- | ------------------------------------------- | ------------------------------------------- | ------------------------------------------- |
| Jahr |                                             |                                             |                                             | Einwohner                                   |
| 1834 | 1834                                        |                                             | 547                                         | 547                                         |
| 1840 | 1840                                        |                                             | 527                                         | 527                                         |
| 1846 | 1846                                        |                                             | 588                                         | 588                                         |
| 1852 | 1852                                        |                                             | 608                                         | 608                                         |
| 1858 | 1858                                        |                                             | 537                                         | 537                                         |
| 1864 | 1864                                        |                                             | 518                                         | 518                                         |
| 1871 | 1871                                        |                                             | 456                                         | 456                                         |
| 1875 | 1875                                        |                                             | 486                                         | 486                                         |
| 1885 | 1885                                        |                                             | 492                                         | 492                                         |
| 1895 | 1895                                        |                                             | 460                                         | 460                                         |
| 1905 | 1905                                        |                                             | 389                                         | 389                                         |
| 1910 | 1910                                        |                                             | 409                                         | 409                                         |
| 1925 | 1925                                        |                                             | 414                                         | 414                                         |
| 1939 | 1939                                        |                                             | 410                                         | 410                                         |
| 1946 | 1946                                        |                                             | 669                                         | 669                                         |
| 1950 | 1950                                        |                                             | 659                                         | 659                                         |
| 1956 | 1956                                        |                                             | 570                                         | 570                                         |
| 1961 | 1961                                        |                                             | 498                                         | 498                                         |
| 1967 | 1967                                        |                                             | 485                                         | 485                                         |
| 1970 | 1970                                        |                                             | 465                                         | 465                                         |
| 1980 | 1980                                        |                                             | ?                                           | ?                                           |
| 1990 | 1990                                        |                                             | ?                                           | ?                                           |
| 2000 | 2000                                        |                                             | ?                                           | ?                                           |
| 2011 | 2011                                        |                                             | 432                                         | 432                                         |
| 2019 | 2019                                        |                                             | 374                                         | 374                                         |
| 2022 | 2022                                        |                                             | 361                                         | 361                                         |
| Datenquelle: Historisches Gemeindeverzeichnis für Hessen: Die Bevölkerung der Gemeinden 1834 bis 1967. Wiesbaden: Hessisches Statistisches Landesamt, 1968. Weitere Quellen: LAGIS; Zensus 2011; Stadt Liebenau |                                             |                                             |                                             |                                             |

Historische Religionszugehörigkeit
| • 1961: | 449 evangelische (= 90,16 %), 48 katholische (= 9,64 %) Einwohner |

## Wirtschaft und Infrastruktur

### Verkehr
Nahe dem Ort verlaufen drei Bundesstraßen; südlich bzw. westlich die B 7, östlich die B 83 und nördlich die B 241.
Die nächsten Autobahnanschlussstellen befinden sich bei Warburg und Breuna an der A 44.
In Liebenau, Hümme, und Hofgeismar befinden sich Regionalbahnhöfe. Früher hatte Lamerden an der Bahnstrecke Kassel–Warburg eine Bahnstation, die heute nicht mehr bedient wird. Es ist jedoch geplant, im Zuge des Ausbaus der RegioTram Nordhessen in Lamerden wieder einen Haltepunkt zu errichten.
In Warburg und Kassel befinden sich IC- bzw. ICE-Bahnhöfe.
Der nächste Regionalflughafen ist Kassel-Calden im Gemeindegebiet von Calden.

### Wirtschaftsstruktur
Lamerden ist auch heute noch stark von der Landwirtschaft geprägt und besitzt einen Gipsabbaubetrieb, ein Bergwerk und Landwirtschafts- und Handwerksbetriebe.

## Ehrenbürger
- 1895 Otto von Bismarck (1815–1898), Reichskanzler